# Amendement Nunn-McCurdy
L'amendement Nunn-McCurdy (Nunn-McCurdy Amendment ou Nunn-McCurdy Provision en anglais) est un mécanisme légal mis en vigueur par le gouvernement fédéral américain. Introduit pour la première fois dans un National Defense Authorization Act en 1982 par le sénateur Sam Nunn et le représentant Dave McCurdy (en) puis rendu permanent à partir de 1983, il est conçu pour réduire les surcoûts dans les programmes d'acquisition d'armes par l'armée américaine.
Il exige que tout dépassement de coûts de plus que 15 % soit signifié au Congrès des États-Unis et exige la fin du programme si le surcoût total du programme dépasse de 25 % ou plus les coûts planifiés initialement, à moins que le secrétaire à la Défense des États-Unis ne soumette des explications qui démontrent que le programme est essentiel à la sécurité nationale, qu'il n'existe aucun substitut de moindre coût, que le nouvel estimé du coût total est raisonnable et qu'il existe des mécanismes de contrôle.
Dans la pratique, très peu de programmes ont été annulés par le Congrès en invoquant cet amendement ; le Congrès accepte généralement les explications fournies par le Secrétaire à la Défense des États-Unis. Mais il a provoqué des changements dans plusieurs  projets. Le programme SBIRS (système de défense spatial anti missile) a été ainsi modifié en 2002 et une deuxième fois en 2005. Les exigences auxquelles devaient satisfaire les satellites météorologiques 
NPOESS ont été revues à la baisse. En 2010 et 2011, les programmes de véhicules Future Combat Systems (en) (FCS) et Expeditionary Fighting Vehicle (EFV) de l'armée américaine ont été annulés en raison des surcoûts.

### Sources
- (en) « Nunn–McCurdy Amendment »
- (en) « 2002 Nunn–McCurdy breaches » [PDF]
- (en) « Information about the 2006 amendment »